# شهرستان تیلور (آیووا)
شهرستان تیلور، آیووا (به انگلیسی: Taylor County, Iowa) شهرستانی در ایالات متحده آمریکا است که در آیووا واقع شده‌است.